# Cleretum
Genre
Classification phylogénétique
Cleretum N.E.Br. est un genre de plante de la famille des Aizoaceae.
Cleretum N.E.Br., in Gard. Chron., ser. 3. 78: 412 (1925), in clave
Type : Cleretum papulosum (L.f.) L.Bolus (Mesembryanthemum papulosum L.f.) ; Neotypus [M.Struck &t H.D.Ihlenfeldt, in Taxon 34: 522 (1985)]

## Liste des espèces
- Cleretum apetalum N.E.Br.
- Cleretum bellidiforme (Burm.f.) G.D.Rowley
- Cleretum criniflorum N.E.Br.
- Cleretum cuneifolium N.E.Br.
- Cleretum flos-solis (A.Berger) G.D.Rowley
- Cleretum gramineum N.E.Br.
- Cleretum herrei (Schwantes) Ihlenf. & Struck
- Cleretum limpidum N.E.Br.
- Cleretum longipes L.Bolus
- Cleretum lyratifolium Ihlenf. & Struck
- Cleretum muirii (N.E.Br.) G.D.Rowley
- Cleretum oculatum (N.E.Br.) G.D.Rowley
- Cleretum papulosum (L.f.) N.E.Br.
- Cleretum pinnatifidum N.E.Br.
- Cleretum puberulum N.E.Br.
- Cleretum schlechteri N.E.Br.
- Cleretum sessiliflorum N.E.Br.
- Cleretum tricolor (Willd.) G.D.Rowley